# Трёхгрудая женщина
Трёхгрудая женщина (англ. Three-Breasted woman) — эпизодический персонаж фантастических фильмов «Вспомнить всё» по рассказу «Мы вам всё припомним» писателя Филипа К. Дика. Примечательной особенностью изображённого персонажа по имени Мэри является её третья грудь, вызвавшая волну неоднозначной критики. В фильме 1990 года «Вспомнить всё» трёхгрудая женщина в исполнении Лусии Нафф запоминалась зрителям, несмотря на эпизодичное появление. В ремейке 2012 года её роль исполнила Кейтлин Либ.

## Фильм 1990 года
Многие спецэффекты, использованные в фильме «Вспомнить всё», были в то время в новинку, и ранее не использовались ни в одном другом фильме. В картине почти не применялась компьютерная графика, за исключением сцены досмотра пассажиров метро в рентгеновском коридоре. Остальные эффекты, в том числе «трёхгрудость» Мэри, — ручная работа специалистов по визуальным эффектам. Груди Мэри были сделаны из поролонового протеза, наполненного пузырями с водой и окрашенного в телесный цвет. Создатели фильма не решились показывать настоящую женскую грудь, опасаясь отрицательной критики. На подготовку груди требовалось до 8 часов, так что съёмочный день актрисы начинался в половине четвёртого ночи — и всё только для одного эпизода, длившегося не более минуты.
После выхода фильма многие издания просили актрису дать интервью, но она, смутившись, отказывалась. Кроме того, ей стали слать письма из тюрем, на которые она тоже не отвечала. Также, по её словам, Джонни Карсон приставал к ней. На вопрос журналиста, что бы она посоветовала Кейтлин Либ в связи с огромным интересом общественности из-за исполненной ею роли в ремейке, Лишия Нафф сказала, чтобы та была примерной для своих поклонников[уточнить] вместе с тем, чтобы скрестила ноги, держать блузку открытой, но сидеть по-турецки.
Как рассказала Лишия Нафф, первоначально создатели фильма хотели сделать её персонажа четырёхгрудой, однако отказались от этой идеи, чтобы не создавать ассоциаций с коровой. К тому же, по словам актрисы, это было бы не столь сексуально. Во время сцены обнажения груди перед персонажем Арнольда Шварценеггера Лишия Нафф была смущена и еле сдерживала чувство неловкости несмотря на то, что оголила не настоящую грудь.

## Фильм 2012 года
Создатели картины с самого начала производства заявили, что ремейк фильма будет сильно отличаться от ленты 1990 года. Одной из тех деталей, что они оставили, была трёхгрудая проститутка Мэри в исполнении актрисы Кейтлин Либ. Многие критики сходятся во мнении, что возвращение персонажа, заслужившего популярность и имевшего коммерческий успех, было удачным ходом. По словам режиссёра Лена Уайзмана, он подготовил несколько версий сцены с трёхгрудой женщиной в надежде на то, что какую-то из них разрешат включить в фильм с рейтингом PG-13. «Невозможно снять „Вспомнить всё“ и не использовать при этом некоторые хрестоматийные сцены» — рассказал Уайзман изданию Collider.
Сцена встречи Мэри и Куэйда снята режиссёром в двух версиях: в первой — на Мэри бюстгальтер, а во второй — её груди оголены. Окончательным стал второй вариант, из-за чего фильм получил рейтинг PG-13.
«...Это, конечно, здорово — и немного сюрреалистично. Для меня всё это в новинку. Куча народу на Comic-Con спрашивала меня, делала ли я операцию для третьей груди»
Позднее актриса Кэтлин Либ предстала в образе Мэри на ежегодной выставке «Комик-Кон», чем вызвала волну вопросов. Сама Кэтлин рассказала, что на выставке все подходили и спрашивали, настоящая ли третья грудь или нет. Эпизодическая роль сделала актрису узнаваемой. Между тем, первоначально роль Мэри была предложена Кейт Бекинсейл.
Журнал GQ в 2013 году опубликовал рейтинг «Лучших киногрудей», в число которых попал персонаж из фильма «Вспомнить всё» в исполнении Кейтлин Либ.

## Влияние и критика
Оказалось, что появление трёхгрудой проститутки в фильме стало удачным ходом. Некоторые компании использовали успешный образ в целях рекламы. К примеру, известный дизайнер Артемий Лебедев прибегнул к нему, работая над рекламными баннерами компании Media Markt в Воронеже. Это вызвало незамедлительную реакцию со стороны местных жителей. Как сообщается, сама идея подобного маркетингового хода была не нова и первоначально появилась в Германии.
В 2014 году пользовательница Twitter Джасмин Тридевил (настоящее имя — Алиша Хесслер) выложила в сеть фото и видео, в которых предстала с тремя грудями. На своей страничке и в интервью она рассказала, что третья грудь является результатом пластической операции, обошедшейся ей в 20 000 долларов. Многие отмечали сходство с трёхгрудой женщиной из фильмов Пола Верховена и Лена Уайзмана. Позднее обман раскрылся: в аэропорту города Тампа воры украли саквояж женщины, но когда вещи были найдены, среди них обнаружился протез-накладка, имитирующий три груди.
Порноиндустрия не обошла вниманием полимастию. После выхода фильма фотографии Лишии Нафф были использованы для рекламных материалов порно. Порноактриса Тейлор Шанель в некоторых фильмах предстаёт трёхгрудой.
Пользователь Twitter Браян Мойлан выложил в сеть стихотворение-оду трёхгрудой женщине.

## Третья грудь в медицинском и культурном аспекте

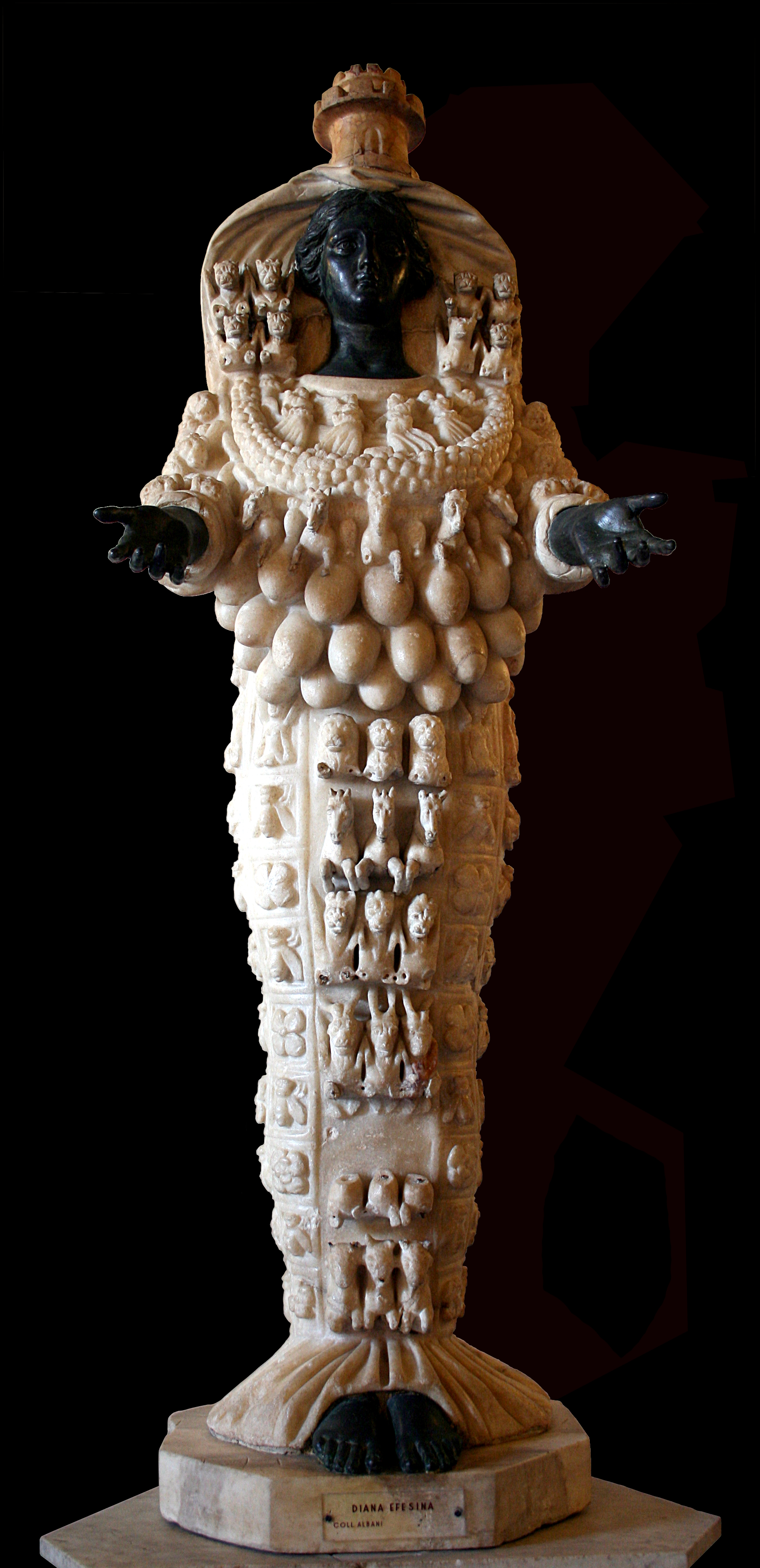
Многогрудая Артемида Эфесская

Многогрудость (полимастия) у женщин известна с древних времён. Сейчас наличие более одной пары грудей считается пороком развития. В культурном аспекте три или более грудей часто означают плодородие. В пантеоне индуизма есть Минакши, ипостась Парвати. В древнегреческой религии самым известным образцом служит статуя Многогрудая Артемида Эфесская.
Кроме фильмов «Вспомнить всё», образы трёхгрудых женщин использованы в фильмах: «Пол: Секретный материальчик», «Молчание ветчины», «Тупой и ещё тупее тупого: Когда Гарри встретил Ллойда», «Удачи, Чак» и «Звёздный путь 5: Последний рубеж», сериалах «Легенды завтрашнего дня», «Американская история ужасов: Фрик-шоу».